# Ebola (řeka)
Ebola je malá říčka protékající severovýchodem Demokratické republiky Kongo. Jedná se o hlavní pramen řeky Mongala, což je jeden z přítoků řeky Kongo.
Podle tohoto toku je pojmenovaný virus Ebola.